# Кур'янківська сільська рада
50°6′30″ пн. ш. 26°21′17″ сх. д. / 50.10833° пн. ш. 26.35472° сх. д.

Кур'янківська сільська́ ра́да — колишній орган місцевого самоврядування, територія якої відносилась до складу ліквідованого Білогірського району Хмельницької області, Україна. Центром сільради є село Кур'янки. Рада утворена у 1921 році. У 2020 році приєднана до складу Білогірської селищної громади.

## Основні дані
Сільська рада розташована у північній частині Білогірського району, на північ від районного центру Білогір'я, у верхів'ї річки Бензюрівки, лівої притоки Горині.
Населення сільської ради становить — 770 осіб (2001). Загальна площа населених пунктів — 4,12 км², сільської ради, в цілому — 22,43 км². Середня щільність населення — 34,33 осіб/км².

### Населення
Зміна чисельності населення за даними переписів і щорічних оцінок:
| Роки      | 1984 | 2001 | 2010 | 2011 |
| --------- | ---- | ---- | ---- | ---- |
| Населення | 910  | ▼770 | ▼693 | ▼677 |

## Адміністративний поділ
Кур'янківській сільській раді підпорядковуються 3 населених пункти, села:
- Кур'янки
- Держаки
- Шимківці

## Господарська діяльність
Основним видом господарської діяльності населених пунктів сільської ради є сільськогосподарське виробництво. Воно складається із ФГ «Світанок Поділля», ФГ «Оксанка», одноосібних та індивідуальних присадибних селянських господарств. Основним видом сільськогосподарської діяльності є рослиництво; допоміжним — вирощування зернових, технічних, овочевих культур та виробництво м'ясо-молочної продукції.
На території сільради працює три магазини, дві загально-освітні школи: I–II ст. та I ст., дитячий сад, два сільських клуби, дві бібліотеки, Кур'янківське поштове відділення, АТС, два фельдшерсько-акушерських пункти (ФАПи), газопровід (14,45 км). Газифіковано всі населенні пункти сільради.

## Автошляхи та залізниці
Протяжність комунальних автомобільних шляхів становить 14,44 км, з них:
- із твердим покриттям — 7,0 км;
- із асфальтним покриттям — 0 км;
- із ґрунтовим покриттям — 7,44 км.

Протяжність доріг загального користування 7,0 км:
- із твердим покриттям — 7,0 км;
- із асфальтним покриттям — 0 км;

Найближчі залізничні станції: Жижниківці (в селі Жижниківці) та Суховоля (смт Білогір'я), розташовані на залізничній лінії Шепетівка-Подільська — Тернопіль.

## Персоналії
- Заєць Анатолій Павлович (нар.1954, Кур'янки) — український вчений-правознавець, доктор юридичних наук, професор.
- Зиґмунт Радзимінський (1843, Шимківці — 1928, Львів) — польський історик, археолог, генеалог та геральдик.
- Степанюк Володимир Петрович (1955, Шимківці — 2014, Полтава) — український громадський діяч.